# Myrsine pukooensis
Myrsine pukooensis är en viveväxtart som först beskrevs av Hector Léveillé och som fick sitt nu gällande namn av Edward Yataro Hosaka.
Myrsine pukooensis ingår i släktet Myrsine och familjen viveväxter. Inga underarter finns listade i Catalogue of Life.